# Slovenska zveza za praktično strelstvo
Slovenska zveza za praktično strelstvo (kratica SZPS; ali angleško SPSA, Slovenian Practical Shooting Association) je del mednarodne konfederacije za praktično streljanje (IPSC).

## Zgodovina
SZPS je bila ustanovljena 9. marca 1994 kot del mednarodne konfederacije za praktično streljanje in je bila ustanovljena iz želje slovenskih športnih strelcev po novi, dinamični strelski disciplini. Zveza je bila ustanovljena in še danes deluje na ljubiteljski (amaterski) ravni.

## Zveza danes
Sedež zveze je na naslovu Ulica Gradnikove brigade 11, 1000 Ljubljana, vanjo pa je povezanih 46 klubov iz cele Slovenije. Pod okriljem zveze je vsako leto organizirano pokalno in državno prvenstvo v disciplinah: pištola/revolver, puška, šibrenica in PCC

### Organi zveze
- skupščina
- predsedstvo
- nadzorni odbor
- disciplinsko razsodišče
- NROI - Nacionalno sodniško združenje

### Naloge zveze
- oblikovanje koncepta in strategije razvoja praktičnega streljanja za člane zveze,
- spremljanje razvoja praktičnega streljanja, ugotavljanje in analiziranje stanja ter predlaganje ukrepov za razvoj in popularizacijo praktičnega streljanja,
- predstavljanje RS v praktičnem streljanju,
- določanje pogojev in meril za organiziranje tekmovanj v RS,
- določanje reprezentance RS v praktičnem streljanju,
- organiziranje državnih in mednarodnih tekmovanj,
- sodelovanje pri opravljanju in izpopolnjevanju dela v organizacijah za praktično streljanje,
- sodelovanje pri usmerjanju razvoja praktičnega strelstva, pomembnega za mednarodno športno sodelovanje,
- organiziranje strokovne vzgoje in izpopolnjevanja strokovnih delavcev, sodnikov, trenerjev in inštruktorjev, članov društev in klubov,
- organiziranje trženja in propagandno informativne dejavnosti v praktičnem streljanju v skladu z veljavnimi predpisi,
- sodelovanje z gospodarstvom v dejavnostih, pomembnih za praktično streljanje,
- zveza skrbi za problematiko strelišč in njihovo urejanje,
- opravljanje drugih nalog pomembnih za praktično streljanje, ki izhajajo iz predpisov, statuta zveze, sklepov skupščine in njenih organov. Za uspešnejše opravljanje nalog zveza sodeluje s pristojnimi organi občin, regij in države, društvenimi organizacijami, nihovimi zvezami in drugimi subjekti.

Zveza poleg osnovnih nalog v praktičnem streljanju nabavlja za potrebe svojih članov v skladu s predpisi orožje, strelivo in druge pripomočke za opravljanje svoje dejavnosti.